# 葦の会
株式会社葦の会（あしのかい、英文表記：HEREON Inc.）は、東京都中央区日本橋に本社を置く、共同持株会社である。
これは、国立病院の医薬品共同購入など顧客の広域化や多様化、全国卸の大型化など、市場環境の大きな変化に対応するため、地域に密着した独自性を持つ卸同士が業務提携を行い、全国的なネットワークの確立を目指したものである。

## 事業内容
医薬品・試薬・医療機器・医療材料・医薬部外品・動物薬・農薬・コンピュータとコンピュータープログラムの企画や販売、新商品・新技術の企画、物品の管理および同コンサルティング業務・不動産の賃貸・経営コンサルティング業務をおこなう企業である。　 

## 株主
- 株式会社ほくやく
- 株式会社バイタルネット
- 鍋林株式会社
- 東邦薬品株式会社
- 岩渕薬品株式会社
- 中北薬品株式会社
- 株式会社ケーエスケー
- 株式会社セイエル
- 株式会社アステム